# Садулаев, Муса Абдул-Халимович
Муса Абдул-Халимович Садулаев (чечен. Садулаев Муса; род. 12 февраля 1968 год, г. Караганда, Казахская ССР) — известный чеченский и российский фотограф, фотокорреспондент, публицист. Автор известных фотографии, его работы неоднократно оказывались лучшими на мировых конкурсах.

## Биография
М. Садулаев родился 12 февраля 1968 года в г. Караганде Казахской ССР, окончил в общеобразовательную среднюю школу №1, поселок Горагорский, семья проживала в селе Орлиное Надтеречного района где М. Садулаев провёл детство. Свою трудовую деятельность в качестве фотокорреспондента он начал в Надтеречной районной газете «Коммунизман некъ» («Путь коммунизма»). Муса — один из немногих, кто запечатлел самые страшные страницы военной и послевоенной жизни в Чеченской республике.
М. Садулаев освещал судьбоносное событие для чеченского народа — референдум и выборы первого Президента Чеченской Республики в марте 2003 года. Первые дни работы в агентстве его выезды сопровождались риском для жизни, но М. Садулаев понимал, что это необходимо для истории.
В первую, и вторую войну М. Садулаев провёл в Чечне и Ингушетии, делая снимки сначала для местных газет, а потом для международных информационных агентств, в том числе таких авторитетных, как Ассошиэйтед Пресс и «Рейтер». М. Садулаев – не политик, и не занимает чью-то сторону в конфликте, он – профессиональный фотограф, фотографировал войны – теракты, искалеченных детей Беслана. В 2006 году по приглашению гамбургского Фонда помощи лицам, подвергающимся политическим преследованиям, жил и работал в Германии.
М. Садулаев в 2005 г. по приглашению немецкого правозащитного фонда «Hamburger Stiftung fuеr politisch Verfolgte» выставлял свои фотографии путешествуя по Германии и делал много новых снимков.
Во время двух чеченских кампаний взял в руки фотоаппарат с тех пор с ним не расстается. М. Садулаев - признанный мастер документального фото не только в Чеченской Республике, но и далеко за ее пределами.  Фотовыставки М. Садулаева в 2005-2008 годах прошли почти во всех городах Германии и еще в 11 странах Европы.
О ситуации в Чечне говорил следующее:

Это все об одной территории. Просто все снимки я делал с 1999 года до января этого года. Поэтому к разным временам относятся мои фотографии. То, что восстанавливается, что проводятся рок-фестивали и другие праздничные мероприятия, даже конкурс красоты у нас провели в этом году в Чечне, – это все правда. И то, что боевики сдаются, показывают. Я сам по телевизору это видел. В то же время, я в интернете читал, что, как сказал сам глава республики президент Алханов, молодые люди идут в боевики. То есть, люди, как сдаются, так и опять уходят к боевикам.

Законы шариата в Чечне действовали даже при самой сильной советской власти. И никакие новые законы никогда не смогут это отменить. Потому что очень много спорных вопросов чеченцы решают до сих пор по законам шариата. От этого Чечня никуда не денется.
Освещал грузино-осетинский конфликт происходивший в Южной Осетии.
В апреле 2012 года совершил первый самостоятельный полет на Дельталёте,  мечтает поменять дельталет на автожир – на нем можно летать в любое время и даже при сильном ветре, более десяти лет М. Садулаев думает о кругосветном полете на автожире. На этом аппарате еще никто не делал кругосветку. Хочет оставить чеченский след в истории малой авиации.

## Выставки
В 2004 году в Грозном состоялась персональная выставка работ Мусы Садулаева. 154 детских снимка, представленные на ней, должны были стать своеобразными "154 свидетельствами того, что у чеченских детей украдено детство", было отмечено на открытии. Фотовыставка "Дети Чечни вчера и сегодня" была приурочена ко Дню защиты детей и проходила в помещении детского журнала "Стелаӏад" (журнал на чеченском языке.) в Грозном.
На выставке М. Садулаев заявил:

У наших детей должно быть другое детство - без войны, без страданий, чтобы они играли с игрушками в нормальные игры, а не со снарядами.— М. Садулаев